# 弗朗齐歇克·库普卡
弗朗齐歇克·库普卡（捷克語：František Kupka，1871年9月23日—1957年6月24日），捷克艺术家。生于波西米亚东部，父亲是公证人。童年对修道院中的壁画和僧侣画感兴趣，后旅游捷克各地，成为巡回画家。16岁进入工艺学校，后入读布拉格学派美术学校、维也纳艺术学院。1894年去巴黎，娶了一位法国寡妇，以教书、做插画为业，并长居巴黎。是巴黎立体-未来主义运动中的一员
1900年代他有大量创作，糅合了象征主义和装饰主义。后参加第一次世界大战，并负伤。库普卡醉心于神秘主义，其作品充满了几何图形。1920年代后逐渐淡出了人们的视野，直到50年后才重新引起评论界注意。